# 弗拉基米尔·塞隆
弗拉基米尔·罗伊·塞隆·罗哈斯（西班牙語：Vladimir Roy Cerrón Rojas；1970年12月16日—）是秘鲁的一个神经外科医生和政治家。他出生于阿胡瓦克区。2009年，他在国立圣马尔科斯大学获得医学博士学位。他曾于2011年—2014年和2019年担任胡宁大区区长。他的第2个任期因之前的刑事定罪被提前中止。7个月后，他因腐败指控被判服刑。记者里卡多·乌西达在《共和国报》中写道，司法部门对他的定罪“没有证据”；他的案件被认为是秘鲁法律战的一个例子。
他是政党“自由秘鲁”的创始人兼总书记，该党在2021年秘鲁大选中赢得多数席位。塞隆最初作为佩德罗·卡斯蒂略的总统竞选搭档，参选秘鲁第二副总统，但由于腐败刑事定罪在选举前被取消候选人资格。自2023年10月起，塞隆成为秘鲁当局认定的逃犯，国际刑警组织针对他发布蓝色通报。